# Jim Walton
James Carr Walton (sinh ngày 7 tháng 6 năm 1948) là người thừa kế gia sản của Walmart, nhà bán lẻ lớn nhất thế giới. Tính đến tháng 10 năm 2019, Walton là người giàu thứ 12 trên thế giới, với tài sản ròng trị giá 53,4 tỷ USD. Anh là con trai út của Sam Walton.

## Cuộc sống ban đầu và gia đình
Jim Walton được sinh ra ở Newport, Jackson County, Arkansas, là con trai thứ ba của đồng sáng lập Walmart Sam Walton (1918–1992) và Helen Walton (1919–2007), với anh chị em S. Robson Walton, Alice Walton, và John T. Walton (1946 – 2005). Sau khi tốt nghiệp Trường trung học Bentonville năm 1965 nơi ông là chủ tịch của lớp đàn em của mình, chơi bóng đá ở tất cả các cấp tiểu bang và cũng học lái máy bay, Walton đã nhận được một bằng cử nhân trong Quản trị kinh doanh ở mảng Marketing từ Trường đại học ở Arkansas ở Fayetteville, Arkansas năm 1971, nơi ông cũng là thành viên của nhớm anh em Lambda Chi Alpha  Năm 1972, ông gia nhập Walmart và tham gia vào các giao dịch bất động sản. Sau bốn năm phục vụ, ông chuyển đến gia đình Walton Enterprises làm chủ tịch vào năm 1975.:69-76

## Nghề nghiệp
Ngày 28 tháng 9 năm 2005, Jim đã thay thế anh trai quá cố của mình, John, trong Hội đồng quản trị Wal-Mart. Ông là Giám đốc điều hành của gia đình, ông sở hữu ngân hàng Arvest Bank, cho đến khi trở thành Chủ tịch của Arvest Bank, và Chủ tịch của công ty báo Community Publishers Inc. (CPI) thuộc sở hữu của chính Jim Walton (nhưng được thành lập bởi cha ông Sam Walton sau khi có được tờ báo địa phương là Hạt Benton Nhật ký hàng ngày, cả hai hoạt động ở Arkansas, Missouvà và Oklahoma).Ông đã cam kết khoảng 2 tỷ đô la cho Quỹ Gia đình Walton cùng với anh chị em của mình từ năm 2008 đến 2013 
Ngày 15 tháng 10 năm 2015, The Baton Rouge Advocate tại thủ đô của Baton Rouge, Louisiana, báo cáo rằng PAC-Empower Louisiana đã phân bổ khoảng 818.000 đô la cho các ứng cử viên tham gia Hội đồng Giáo dục Tiểu học và Trung học Louisiana người ủng hộ sáng kiến Tiêu chuẩn nhà nước cốt lót chung.
Các thành viên ủy ban hành động chính trị bao gồm Alice và Jim Walton, Eli Broad của Los Angeles, California, và hiệp hội thương mại, Hiệp hội Louisiana của Kinh doanh và Công nghiệp. Bốn ứng cử viên ở tám quận, bao gồm Sandy Holloway, James Garvey ở Quận 1 (vùng ngoại ô một New Orleans) và Holly Boffy đã được tuyên bố "chấp nhận" đối với PAC. Holloway thu $ 87.696; Garvey, phó chủ tịch hội đồng quản trị, $ 230,459; Boffy, một người đương nhiệm khác từ Lafayette, $107,145..Các ứng cử viên Common Core đã tổ chức các chiến thắng lớn trong bầu cử sơ bộ được tổ chức vào ngày 24 tháng 10 năm 2015.
 Vào tháng 9 năm 2016, Walton được báo cáo sở hữu hơn 152 triệu cổ phiếu Walmart trị giá hơn 11 tỷ USD.

## Cá nhân
Ông và vợ, Lynne McNabb Walton, có bốn đứa con: Alice A. Proietti (sinh tháng 11 năm 1979), Steuart Walton (sinh tháng 4 năm 1981), Thomas L. Walton (sinh tháng 9 năm 1983), và James M. Walton (sinh tháng 8 năm 1987). Gia đình đang sống ở Bentonville, Arkansas.
Ông ấy xếp thứ 10 trong Danh sách tỷ phú của Forbes năm 2014 với khối tài sản khoảng $34.7 tỷ USD, đã tăng khoảng $3 tỷ USD. Vào năm 2013 Forbes 400 trong danh sách những người giàu nhất nước Mỹ, ông xếp thứ 7. Tháng 10 năm 2019, ông xếp thứ 12 trong danh sách những người giàu nhất thế giới với khối tài sản đã lên tới 53,4 tỷ USD.